# Ptilodexia maculata
Ptilodexia maculata är en tvåvingeart som beskrevs av Wilder 1979. Ptilodexia maculata ingår i släktet Ptilodexia och familjen parasitflugor.
Artens utbredningsområde är Arizona. Inga underarter finns listade i Catalogue of Life.